# 667 (Pier Gonella)
667 è il secondo album solista in studio del chitarrista Pier Gonella, pubblicato il 24 aprile 2023 da MusicArt/DiamondsProd.

## Descrizione
L'album è stato registrato dallo stesso Pier Gonella, che ha curato anche il missaggio e la masterizzazione.
Come ha affermato in una intervista precedente l'uscita, l'intento è lo stesso del precedente disco Strategy, cioè realizzare un album di canzoni e non un disco chitarristico "autocelebrativo".

"667" Contiene 9 brani, tutti strumentali tranne "Make it Rock" in cui ci sono degli interventi di voci corali.

Il genere varia dal Rock all'Hard rock, nuovamente ispirato in particolare a Joe Satriani, come lo stesso Gonella ha dichiarato: Sono davvero pochi i brani strumentali che hanno girato il mondo e che sono conosciuti da un pubblico di non addetti ai lavori, e Joe rimane intoccabile a mio avviso.
Dal disco è stato estratto il singolo "Margarita", pubblicato il 20 marzo 2023 insieme all'omonimo videoclip.
Il disco riceve nel complesso recensioni positive sia riguardo alle composizioni, sia riguardo alla produzione, la webzine "Tempi Dispari" lo definisce Un lavoro superlativo, degno di essere annoverato tra i migliori esponenti della sei corde, la webzine "Hetal Hammer" parla di "raccolta di ottime canzoni che si fanno ascoltare tutte d’un fiato"

## Tracce
1. Margarita – 3:16
2. 667 – 4:37
3. Holy Water – 5:31
4. Rock the Galaxy – 4:09
5. Unforgettable – 3:59
6. Make it Rock – 3:26
7. Floor 666 – 4:00
8. Gonzo Goes to Pittburg – 3:32
9. Planet for Sale – 3:57

## Formazione
- Pier Gonella – chitarra
- Giulio Belzer – basso
- Marco Pesenti – batteria